# Liste der römisch-katholischen Kirchen im Kanton Bern
In der Liste der römisch-katholischen Kirchen im Kanton Bern werden alle Kirchen und Kapellen der Berner Kirchgemeinden aufgeführt, die zur Römisch-katholischen Kirche im Kanton Bern (französisch Eglise nationale catholique romaine du canton de Berne) gehören. Eingeteilt nach Pastoralräumen.

## Pastoralraum Bern und Umgebung

### Stadt Bern
| Foto | Name der Kirche        | Ort (Gemeinde) | Pfarrei (Kirchgemeinde)                      | Kirchenpatron           | Architekt                    | Baujahr   | Geokoordinate   | Beschreibung |
| ---- | ---------------------- | -------------- | -------------------------------------------- | ----------------------- | ---------------------------- | --------- | --------------- | --- |
|      | Dreifaltigkeitskirche  | Bern           | Bern, Dreifaltigkeit                         | Hl. Dreifaltigkeit      | Heinrich Viktor von Segesser | 1896–1899 | 600058 / 199340 | Die Dreifaltigkeitskirche ist die erste römisch-katholische Kirche nach dem Kulturkampf und wurde 1956 zur Basilika minor erhoben.           |
|      | Marienkirche           | Bern           | Bern, St. Marien                             | Hl. Maria               | Fernand Dumas                | 1931–1933 | 600836 / 200920 | Die Marienkirche im Breitenrainquartier ist in der Übergangsphase zum modernen Bauen der Schweiz entstanden.                                 |
|      | Bruder-Klaus-Kirche    | Bern           | Bern, Bruder Klaus                           | Niklaus von Flüe        | Hermann Baur                 | 1953–1954 | 602110 / 199038 | Die Bruder-Klaus-Kirche im Ostring ist ein Kulturgut von nationaler Bedeutung mit der KGS-Nummer 699.                                        |
|      | Antoniuskirche         | Bümpliz        | Bern, St. Antonius von Padua                 | Antonius von Padua      | Hanns Anton Brütsch          | 1958–1961 | 596725 / 198709 | Die St. Antonius-Kirche in Bümpliz ist der Nachfolgebau der 1927 von Henry Berthold von Fischer erstellten und 1959 abgebrochenen Kirche.    |
|      | Mauritiuskirche        | Bern-Bethlehem | Bern, St. Antonius von Padua / St. Mauritius | St. Mauritius           | Willi Egli                   | 1987–1989 | 595924 / 199805 | Die St. Mauritius-Kirche in Bethlehem ist der Nachfolgebau der 1968 erstellten Fastenopfer-Kirche.                                           |
|      | Madonna degli Emigrati | Bern           | Bern, Missione Cattolica di Lingua Italiana  | Hl. Maria               | Rinaldo de Maddalena         | 1960–1963 | 599701 / 198886 | Die italienische katholische Mission in Bern besteht seit 1927 und hat seit 1963 eine eigene Kirche an der Bovetstrasse.                     |
|      | Elisabethenkapelle     | Bern           | Bern, Inselspital                            | Elisabeth von Thüringen | Walter Riegert               | 1961–1962 | 598876 / 199704 | Die Elisabethenkapelle des Inselspitals Bern wurde 1962 neben der reformierten Kapelle von Arch. Indermühle gebaut.                          |
|      | Viktoriaspitalkapelle  | Bern           | Bern, Alterszentrum Viktoria                 | Hl. Maria               | Bruno Brunoni                | 1962      | 600872 / 200209 | Die Viktoria Kapelle ist ein Nachfolgebau der 1904 von Edouard Davinet mit dem Spital gebauten Kapelle. Betonglasfenster von Raphaela Bürgi. |

### Umgebung
| Foto | Name der Kirche                                             | Ort (Gemeinde)      | Pfarrei (Kirchgemeinde)                                   | Kirchenpatron             | Architekt                       | Baujahr   | Geokoordinate   | Beschreibung |
| ---- | ----------------------------------------------------------- | ------------------- | --------------------------------------------------------- | ------------------------- | ------------------------------- | --------- | --------------- | --- |
|      | Heiliggeist (Belp)                                          | Belp                | Belp, Heiliggeist                                         | Heiliger Geist            | Hanns Anton Brütsch             | 1967      | 604924 / 193363 | Die Heiliggeistkirche wurde 1968 als Pfarrkirche für die neugegründete römisch-katholische Pfarrei Heiliggeist gebaut. Sie war der Prototyp einer Serie von in den folgenden Jahren entstandenen Fastenopfer-Kirchen. |
|      | St. Andreas in Ökumenisches Kirchenzentrum (Kehrsatz)       | Kehrsatz            | Wabern, St. Michael                                       | St. Andreas               | Benedikt Huber                  | 1975–1976 | 602671 / 195729 | Die Andreaskirche wird gemeinsam von der evangelisch-reformierten Kirchgemeinde Kehrsatz und der römisch-katholischen Pfarrgemeinde geteilt und benutzt:                                                              |
|      | St. Josef (Köniz)                                           | Köniz               | Köniz, St. Josef                                          | Josef von Nazaret         | Hansueli Jörg und Martin Sturm  | 1989–1991 | 598353 / 196795 | Die Kirche St. Josef wurde 1990–1991 an der Stapfenstrasse 25, als Ersatz der zu klein gewordenen Kirche von 1950 am Feldeggweg, gebaut.                                                                              |
|      | Auferstehungskirche (Konolfingen)                           | Konolfingen         | Konolfingen, Auferstehung                                 | Auferstehung Jesu Christi | Adrian Keckeis                  | 1966–1967 | 614141 / 191747 | Spitzwinklige Dreiecke sind die auffallendsten architektonischen Merkmale der Auferstehungskirche. |
|      | St. Peter und Paul in Ökumenisches Zentrum (Ittigen)        | Ittigen             | Ostermundigen, Guthirt                                    | Apostel Peter und Paul    | Nauer und Scheurer              | 1975–1980 | 603122 / 202783 | Die katholische Peter und Paul-Kirche, als Filiale von Guthirt (Ostermundigen), ist ein Teil des Ökumenischen Zentrums Ittigen und benutzt gemeinsam mit der reformieren Kirche die Gemeinderäume.                    |
|      | St. Johannes (Münsingen)                                    | Münsingen BE        | Münsingen, St. Johannes                                   | Johannes (Evangelist)     | Hanns Anton Brütsch             | 1969      | 609246 / 192252 | Mit der gleichzeitig gegründeten Pfarrei entstand 1969 am Löwenmattweg nach kurzer Bauzeit eine der sogenannten Fastenopfer-Kirchen.                                                                                  |
|      | Guthirt (Ostermundigen)                                     | Ostermundigen       | Ostermundigen, Guthirt                                    | Guter Hirte               | Charles Nauer und Kurt Scheurer | 1984–1985 | 603677 / 200424 | Die Guthirtkirche wurde als Ersatz für die Erste Guthirt-Kirche (Ostermundigen) gebaut, die der Spaniermission übergeben wurde.                                                                                       |
|      | St. Michael (Wabern)                                        | Wabern bei Bern     | Wabern, St. Michael                                       | Erzengel Michael          | Alois Anselm                    | 1984–1985 | 600909 / 197662 | Das Kirchenzentrum St. Michael greift den Baustil der sechziger Jahre vor. Bemerkenswert sind die grossflächigen Glasmalereien von Emil Reich.                                                                        |
|      | St. Martin (Worb)                                           | Worb                | Worb, St. Martin                                          | Martin von Tours          | Werner Hunziker                 | 1998      | 609198 / 197464 | Die Pfarrei entstand 1998 gleichzeitig mit dem Bau der neuen Kirche. Der Neubau ersetzt die seit 1953 dort stehende Holzkirche.                                                                                       |
|      | St. Franziskus (Zollikofen)                                 | Zollikofen          | Zollikofen, St. Franziskus                                | Franz von Assisi          | Julius Nussli                   | 1958–1959 | 601265 / 205460 | Die Kirche St. Franziskus wurde als Massivbau auf einem fächerförmigen, unregelmässig polygonalen Grundriss erstellt. Mit dem Pfarrhaus und dem freistehenden Glockenturm bilden sie eine architektonische Einheit,   |
|      | Johanneszentrum (Bremgarten bei Bern)                       | Bremgarten bei Bern | Bremgarten, Heiligkreuz                                   | Johannes der Täufer       | Frey, Egger und Peterhans       | 1972      | 599662 / 202973 | Die Kirche St. Johannes in Bremgarten bei Bern ist seit 2018 die römisch-katholische Pfarrkirche der Pfarrei Heiligkreuz in der Gesamtkirchgemeinde Bern und Umgebung                                                 |
|      | Iglesia El buen Pastor Erste Guthirt-Kirche (Ostermundigen) | Ostermundigen       | Bern-Ostermundigen, Misiónes católicas de lengua española | Guter Hirte               | Alban Gerster                   | 1937      | 603654 / 200898 | Die erste Guthirtkirche wurde 1937 gebaut und 1986 der Spaniermission übergeben. |

## Pastoralraum Biel/Bienne

### Region Biel (deutschsprachig)
| Foto | Name der Kirche                         | Ort (Gemeinde) | Pfarrei (Kirchgemeinde) | Kirchenpatron             | Architekt                   | Baujahr              | Geokoordinate   | Beschreibung |
| ---- | --------------------------------------- | -------------- | ----------------------- | ------------------------- | --------------------------- | -------------------- | --------------- | --- |
|      | Bruder Klaus (Biel)                     | Biel           | Biel, Bruder Klaus      | Bruder Klaus              | Hermann Baur                | 1957–1958            | 585763 / 220089 | Die Kirche Bruder Klaus an der Alfred-Aebi-Strasse 86 im Quartier Madretsch, hat keinen eigentlichen Kirchturm, sondern lediglich einen niederen Glockenträger. |
|      | Christ-König (Biel)                     | Biel           | Biel, Christ-König      | Christus König            | Walter Moser                | 1967–1968            | 587826 / 221601 | Die Pfarrei Christ-König ist die jüngste und kleinste der drei Pfarreien von Biel.                                                                              |
|      | St. Maria (Biel)                        | Biel           | Biel, St. Maria         | Maria Immaculata          | Wilhelm Keller, Adolf Gaudy | 1867–1870, 1927–1929 | 585701 / 221553 | Die Kirche St. Maria ist die älteste der drei römisch-katholischen Pfarrkirchen von Biel und befindet sich an der Juravorstadt.                                 |
|      | Ökumenisches Kirchenzentrum (Pieterlen) | Pieterlen      | Pieterlen, St. Martin   | Martin von Tours          | ?                           | 1995                 | 592557 / 224993 | Kürzeweg 6, 2542 Pieterlen. Gemeinschaftswerk der römisch-katholischen Kirche Lengnau-Pierlen-Meinisberg und der reformierten Kirchgemeinde Pieterlen           |
|      | Katholisches Pfarreizentrum (Lengnau)   | Lengnau BE     | Pieterlen, St. Martin   | Auferstehung Jesu Christi | Franz Füeg                  | 1975                 | 594585 / 225239 | Emil-Schiblistrasse 3, 2543 Lengnau |

### Region Biel (francophon)
| Foto | Name der Kirche                                   | Ort (Gemeinde) | Pfarrei (Kirchgemeinde)                                       | Kirchenpatron     | Architekt | Baujahr | Geokoordinate   | Beschreibung                                                                                   |
| ---- | ------------------------------------------------- | -------------- | ------------------------------------------------------------- | ----------------- | --------- | ------- | --------------- | ---------------------------------------------------------------------------------------------- |
|      | Eglise Notre-Dame-de-l’Assomption (La Neuveville) | La Neuveville  | La Neuveville, Paroisse catholique Notre Dame de l’Assomption | Mariä Himmelfahrt | ?         | 1954    | 573551 / 212656 | Rue des Mornets 15, 2520 La Neuveville. Bedeutende Glasmalereien von Isabelle Tabin Darbellay. |
|      | Chapelle Ste-Marie Péry                           | Péry-La Heutte | Biel, St. Maria                                               | Mariä Himmelfahrt | ?         | 1904    | 585627 / 226566 | Die Kapelle von 1904 steht auf dem Hügelsporn. Glasmalerei von Yoki aus Freiburg.              |

## Pastoralraum Emmental
| Foto | Name der Kirche                 | Ort (Gemeinde)      | Pfarrei (Kirchgemeinde)     | Kirchenpatron          | Architekt       | Baujahr            | Geokoordinate   | Beschreibung |
| ---- | ------------------------------- | ------------------- | --------------------------- | ---------------------- | --------------- | ------------------ | --------------- | --- |
|      | Maria Himmelfahrt (Burgdorf)    | Burgdorf BE         | Burgdorf, Maria Himmelfahrt | Mariä Himmelfahrt      | Armin Stöcklin  | 1901–1905          | 613721 / 211914 | Hallenkirche in neuromanischem Stil                                                                                  |
|      | Heilig Kreuz                    | Langnau im Emmental | Langnau i. E., Heilig Kreuz | Heiliges Kreuz         | Ernst Mühlemann | 1932–1945          | 626533 / 199068 | Der einfache Saalbau von 1932 wurde mehrfach um- und ausgebaut. Glasfenster von Leo Steck                            |
|      | St. Peter und Paul (Utzenstorf) | Utzenstorf          | Utzenstorf, Peter und Paul  | Apostel Peter und Paul | Adrian Keckeis  | 1960–1961 und 1992 | 608423 / 220278 | Unter Mitarbeit des Architekten Adrian Keckkeis wurde 1992 die Kirche umgebaut. Sie besitzt eine reiche Ausstattung. |

## Pastoralraum Oberaargau (Mittelland)
| Foto | Name der Kirche                        | Ort (Gemeinde)     | Pfarrei (Kirchgemeinde)              | Kirchenpatron     | Architekt                      | Baujahr   | Geokoordinate   | Beschreibung |    |
| ---- | -------------------------------------- | ------------------ | ------------------------------------ | ----------------- | ------------------------------ | --------- | --------------- | --- | -- |
|      | Maria Königin                          | Langenthal         | Langenthal, Maria Königin            | Maria Königin     | Alois Moser (1900–1972)        | 1953–1954 | 626321 / 228979 | Das oktogone Kirchenschiff wird von einer schirmartigen Decke mit Laterne überdacht. Frei stehender Campanile mit drei Glocken. | -- |
|      | Kirchenzentrum Bruder Klaus (Roggwil)  | Roggwil BE         | Langenthal, Maria Königin            | Niklaus von Flüe  | Josef Negri                    | 1973      | 628394 / 233024 | Die Kirche steht an der Bahnhofstrasse 73, 4914 Roggwil BE                                                                      |    |
|      | Herz-Jesu (Herzogenbuchsee)            | Herzogenbuchsee    | Herzogenbuchsee, Herz Jesu           | Herz Jesu         | Salvatore Broggi               | 1954      | 620284 / 226896 | Kirche mit Antoniuskapelle. Glasmalerei von Joachim Albert, Basel.                                                              |    |
|      | Bruder Klaus (Huttwil)                 | Huttwil            | Huttwil, Bruder Klaus                | Niklaus von Flüe  | Negri und Waldmann, Langenthal | 1983      | 630991 / 217999 | Nachfolgebau der ersten Bruder Klaus Kirche von 1939.                                                                           |    |
|      | St. Christophorus (Wangen an der Aare) | Wangen an der Aare | Wangen-Niederbipp, St. Christophorus | St. Christophorus | Walter Moser                   | 1962      | 616158 / 231195 | Plastischer Schmuck: Jean Hutter, Glasmalerei: Max Rüedi                                                                        |    |
|      | Heiligkreuzkirche (Niederbipp)         | Niederbipp         | Wangen-Niederbipp, St. Christophorus | Heiliges Kreuz    | Josef Negri, Langenthal        | 1976      | 619505 / 235290 | Hintergasse 38, 4704 Niederbipp                                                                                                 |    |

## Pastoralraum Seeland
| Foto | Name der Kirche                               | Ort (Gemeinde)    | Pfarrei (Kirchgemeinde)                   | Kirchenpatron             | Architekt                                         | Baujahr   | Geokoordinate   | Beschreibung |
| ---- | --------------------------------------------- | ----------------- | ----------------------------------------- | ------------------------- | ------------------------------------------------- | --------- | --------------- | --- |
|      | Pfarreizentrum St. Katharina                  | Büren an der Aare | Büren a. A., Pfarreizentrum St. Katharina | Katharina von Alexandrien | Robert Frank, Lyss, beratend G.Crivelli, Grenchen | 1976–1977 | 595860 / 221290 | Pfarreizentrum und Pfarrhaus, Solothurnstrasse 40, 3294 Büren a. A. Künstlerische Ausstattung: Peter Travaglini, Büren.   |
|      | Pfarreizentrum St. Maria (Ins)                | Ins BE            | Ins, Pfarreizentrum St. Maria             | Heilige Maria             | atelier 64, Hugo Götschi                          | 1963–1964 | 574297 / 206091 | Pfarreizentrum St. Maria, Fauggersweg 8, 3232 Ins. Künstlerisches Konzept von Peter Travaglini. Schützenswertes K-Objekt. |
|      | Maria Geburt (Lyss)                           | Lyss              | Lyss, Maria Geburt                        | Mariä Geburt              | Gebr. Bernasconi Biel                             | 1958–1959 | 590428 / 213922 | Betonverglasung der Fassade von Peter Travaglini. Schützenswertes K-Objekt.                                               |
|      | Pfarreizentrum St. Peter und Paul (Täuffelen) | Täuffelen         | Ins, Pfarreizentrum St. Maria             | Apostel Peter und Paul    | Atelier 64, G.+ H. Götschi-Holenstein             | 1971–1972 | 581742 / 213008 | Künstlerische Ausstattung: Peter Travaglini und Pierino Selmoni, Verglasungen von Pascal Engeler, Teufen                  |

## Pastoralraum Berner Oberland
| Foto  | Name der Kirche                   | Ort (Gemeinde) | Pfarrei (Kirchgemeinde) | Kirchenpatron          | Architekt                                         | Baujahr       | Geokoordinate   | Beschreibung |
| ----- | --------------------------------- | -------------- | ----------------------- | ---------------------- | ------------------------------------------------- | ------------- | --------------- | --- |
|       | St. Mauritius (Frutigen)          | Frutigen       | Frutigen, St. Mauritius | St. Mauritius          | ?                                                 | 1944          | 615962 / 159920 | St. Mauritius, Gufergasse 1, 3714 Frutigen |
|       | Peter und Paul (Adelboden)        | Adelboden      | Frutigen, St. Mauritius | Apostel Peter und Paul | ?                                                 | 1913          | 609240 / 149199 | St. Peter und Paul, Haltenstr. 4, Adelboden. schützenswertes K-Objekt |
|       | Marienkirche (Kandersteg)         | Kandersteg     | Frutigen, St. Mauritius | Hl. Maria              | Karl Indermühle                                   | 1927          | 618256 / 149472 | Heimatstilkirche St. Marien, Adolf Ogi-Strasse 14, Kandersteg, schützenswertes K-Objekt. |
|       | St. Josef (Gstaad)                | Gstaad         | Gstaad, St. Josef       | Josef von Nazaret      | Karl Indermühle                                   | 1929–1930     | 588302 / 147072 | Die Heimatstilkirche St. Josef wurde 2009 umfassend renoviert. Chorraum-Gestaltung durch Jörg Niederberger, Luzern, Möbel: Kurt Sigrist, Sarnen. schützenswertes K-Objekt.                              |
|       | Franziskuskirche (Zweisimmen)     | Zweisimmen     | Gstaad, St. Josef       | Franz von Assisi       | Hanns Anton Brütsch                               | 1978          | 595047 / 155716 | Einfacher Baustil. Künstlerische Gestaltung Ferdinand Gehr. Lenkstrasse 11, 3770 Zweisimmen, schützenswert.                                                                                             |
|       | St. Mauritius (Lenk)              | Lenk           | Gstaad, St. Josef       | St. Mauritius          | ?                                                 | 1938–1939     | 600043 / 144712 | Kapelle St. Mauritius, Rawilstrasse 54, 3775 Lenk. Umbau 1989 durch Arch. Bruno Käufeler, Glasmalerei Yoki Aebischer                                                                                    |
|       | Heiliggeist (Interlaken)          | Interlaken     | Interlaken, Heiliggeist | Heiliger Geist         | Wilhelm Hector                                    | 1906–1908     | 632555 / 170838 | In Bruchstein-Mauerwerk, historistischer Stil. Radikaler Umbau 1967–1968, dabei Entfernung der Mittelsäule und Einzug einer Holzdecke. Fenster von Walter Loosli                                        |
|       | St. Beat (Beatenberg)             | Beatenberg     | Interlaken, Heiliggeist | Beatus                 | Lenz Lottenbach, Luzern                           | 1968–1969     | 626919 / 171701 | Kapelle St. Beatus, Ersatz für die Kapelle von 1896. |
|       | Bruderklausenkirche (Grindelwald) | Grindelwald    | Interlaken, Heiliggeist | Niklaus von Flüe       | Hanns Anton Brütsch                               | 1950–1951     | 645809 / 163855 | Bruderklausenkirche, Grossenhausweg 4, 3818 Grindelwald. Umbau 2005. |
| Bild? | Marienkapelle (Mürren)            | Mürren         | Interlaken, Heiliggeist | Hl. Maria              | ?                                                 | 1892–1893     | 634957 / 156687 | Die Marienkapelle liess Pfarrer E. Jecker von der Bieler Pfarrei St. Marien bauen. Sie wurde bis 1963 von Biel aus betreut, ab dann von Interlaken.                                                     |
|       | Pauluskirche (Wengen)             | Wengen         | Interlaken, Heiliggeist | Paulus                 | Hans Boss                                         | 1931–1932     | 637164 / 161682 | Paulus-Kirche, Wengiboden 1345 B, 3823 Wengen. Umbau 1995 durch Arch. Friedrich Graf. Glasmalerei Werner Fehlmann, Interlaken.                                                                          |
|       | Guthirtkirche (Meiringen)         | Meiringen      | Meiringen, Guthirt      | Guter Hirte            | Karl Indermühle                                   | 1931          | 656905 / 175576 | Pfarrei Guthirt, Hauptstrasse 26, 3860 Meiringen. Umbau 1974/2006. |
|       | Marienkapelle (Brienz)            | Brienz         | Meiringen, Guthirt      | Hl. Maria              | Stadler und Wilhelm, Zug und Hans Huggler, Brienz | 1941          | 645522 / 178424 | Marienkapelle, Feldstrasse 1, Brienz. Marienfigur: Ernst Thomann. |
|       | Christophoruskapelle (Hasliberg)  | Hasliberg      | Meiringen, Guthirt      | Christophorus          | Hanspeter Thöni und Arthur Reinhard, Hasliberg    | 1976–1977     | 656177 / 178100 | Christophorus-Kapelle, Dorf 42 C, Hasliberg-Hohflue |
|       | Bruder Klaus (Spiez)              | Spiez          | Spiez, Bruder Klaus     | Niklaus von Flüe       | Justus Dahinden                                   | 1974          | 619087 / 170446 | Vorgängerkapelle von 1898 1975 verkauft. Zentrum Bruder Klaus, Belvéderestrasse 6, 3700 Spiez. Die Kirche Bruder Klaus ist eine einzigartige Mehrzweck-Kirche, die seit 1994 unter Denkmalschutz steht. |
|       | St. Marien (Thun)                 | Thun           | Thun, St. Maria         | Hl. Maria              | Heinrich Viktor von Segesser, Adolf Gaudy         | 1893 und 1953 | 615039 / 178452 | Neubau mit Einbezug der ersten Marienkirche von 1893. Glasmalerei Reich und Vogelsang, Bern. |
|       | St. Martin (Thun)                 | Thun           | Thun, St. Martin        | Martin von Tours       | Naef, Studer+Studer, Zürich                       | 1969–1971     | 613539 / 177498 | Martinskirche, Martinstrasse 3, 3600 Thun. |

## Pastoralraum Jura Bernois

### TRAMATA mit den Pfarreien: Tramelan, Malleray, Tavannes.
| Foto  | Name der Kirche                                                             | Ort (Gemeinde)    | Pfarrei (Kirchgemeinde)                | Kirchenpatron      | Architekt                                          | Baujahr   | Geokoordinate   | Beschreibung |
| ----- | --------------------------------------------------------------------------- | ----------------- | -------------------------------------- | ------------------ | -------------------------------------------------- | --------- | --------------- | --- |
|       | Kirche Saint-Georges (Malleray-Bévillard)                                   | Malleray Valbirse | Paroisse Malleray-Bévillard            | St. Georg          | Hans-Jörg Sperisen, Solothurn und Heimann-Wuilloud | 1971–1972 | 587595 / 231962 | Grand-Rue 16, 2735 Malleray-Bévillard                                                                                          |
|       | Kirche Saint-Michel (Tramelan)                                              | Tramelan          | Paroisse de Tramelan                   | St. Michael        | August Hardegger                                   | 1909–1910 | 574547 / 230376 | Katholische Kirche Saint-Michel von 1909, eine Basilika, mit Stilelementen der Neugotik und des Heimatstils.                   |
| Bild? | Chapelle catholique de la Sainte Trinité, Gemeinschaftszentrum (Courtelary) | Courtelary        | Paroisse Malleray-Bévillard            | Hl. Dreifaltigkeit | Hanns Anton Brütsch                                | 1971      | 571665 / 225232 | Die ehemalige Fastenopferkirche wurde 2017 entweiht und 2018 abgerissen. Ein Gemeindezentrum mit Andachtsraum ist projektiert. |
|       | Kirche Christ-Roi (Tavannes)                                                | Tavannes          | Paroisse cath. de Tavannes-Reconvilier | Christus König     | Adolphe Guyonnet                                   | 1928–1930 | 581744 / 230093 | Rte de Tramelan 10, 2710 Tavannes. Kirche Christi-Roi mit Art-Deco Mosaiken.                                                   |
|       | Chapelle Sainte-Famille (Reconvilier)                                       | Reconvilier       | Paroisse cath. de Tavannes-Reconvilier | Heilige Familie    | Gressort & Lüscher                                 | 1957–1958 | 584259 / 231846 | Rue de la Colline 44, 2732 Reconvilier                                                                                         |

### Paroisse du Vallon de Saint-Imier: Saint-Imier und Corgémont.
| Foto | Name der Kirche                          | Ort (Gemeinde) | Pfarrei (Kirchgemeinde)                              | Kirchenpatron | Architekt                  | Baujahr | Geokoordinate   | Beschreibung |
| ---- | ---------------------------------------- | -------------- | ---------------------------------------------------- | ------------- | -------------------------- | ------- | --------------- | --- |
|      | Kirche St. Martin (St.Imier)             | St. Imier      | Paroisse catholique romaine du Vallon de Saint-Imier | St. Martin    | Diogenes Poisat de Belfort | 1866    | 566752 / 222712 | Rue de Beau Site 6, 2610 Saint-Imier. Glasmalerei von Albin Schweri, Reliefskulpturen: Remo Rossi, Kreuzweg: Georges Schneider, St. Imier. |
|      | Église Saint Nicolas de Flüe (Corgémont) | Corgémont      | Paroisse catholique romaine du Vallon de Saint-Imier | Bruder Klaus  | Jeanne Bueche              | 1959    | 577878 / 227127 | Grand-Rue 11, 2606 Corgémont. |

### Pastoralraum Moutier
| Foto | Name der Kirche                | Ort (Gemeinde) | Pfarrei (Kirchgemeinde)                | Kirchenpatron                      | Architekt         | Baujahr   | Geokoordinate   | Beschreibung |
| ---- | ------------------------------ | -------------- | -------------------------------------- | ---------------------------------- | ----------------- | --------- | --------------- | --- |
|      | Notre-Dame de la Prévôté       | Moutier        | Paroisse catholique romaine de Moutier | Patronin Maria                     | Hermann Baur      | 1963–1967 | 594993 / 236380 | Avenue de la Liberté 13, 2740 Moutier. Glasmalerei von Alfred Manessier, Reliefskulpturen: Henri-Georges Adam, Marienstatue: Pierino Selmoni. |
|      | Chapelle Notre-Dame du Raimeux | Crémines       | Paroisse catholique romaine de Moutier | Unsere liebe Frau vom Berg Raimeux | Silvio Casagrande | 1935      | 600021 / 237038 | Rue de la Gare - Rue des Courtils 204, 2746 Crémines                                                                                          |